# Швеция на «Евровидении-2015»
Швеция на «Евровидении-2015» была представлена победителем национального музыкального конкурса Melodifestivalen 2015 Монсом Сельмерлёвом, исполнившим песню «Heroes» авторства Антона Мальмберга Хорд аф Зегерстада, Джой Деб и Линни Деб. Монс одержал победу в национальном отборе, в котором участвовали 28 конкурсантов, и принёс на конкурсе шестую победу Швеции, набрав 365 очков в финале и получив баллы абсолютно от всех стран-участниц. Ранее Швеция выигрывала в 1974, 1984, 1991, 1999 и 2012 годах.
Перед началом конкурса Швеция являлась основным фаворитом на победу у букмекеров, опережая Италию. Коэффициент на итоговое первое место составлял около 2,3, на место в топ-3 — около 1,3. По результатам голосования сети фан-клубов Евровидения OGAE Монс занял второе место, уступив итальянской группе Il Volo, а также завоевал премию Марселя Безансона в номинации лучшего исполнителя.